# Кулик-сорока мінливобарвний
Кулик-сорока мінливобарвний (Haematopus unicolor) — вид сивкоподібних птахів родини куликосорокових (Haematopodidae). Ендемік Нової Зеландії. Етимологія: грец. αιμα — «кров», грец. πους — «ступня», лат. uni- — «одно-», лат. color — «колір».

## Опис
Haematopus unicolor дещо більший за інших представників свого роду. Довжина тіла 47—49 см. Самиці дещо більші за самців, важать до 720 грам, самці — до 670 грам. Характерний поліморфізм — забарвлення мінливе, нижня сторона тіла може бути чорно-білою, сірою або повністю чорною. Дзьоб яскраво-червоний. Ноги рожеві. Кільце навколо очей від помаранчевого до червоного кольору. Відрізняється від іншого новозеландського виду Haematopus finschi відсутністю спереду білої перев'язі на крилі.
Максимальна тривалість життя — до 27 років.

## Спосіб життя
Мешкає на піщаних, кам'янистих і мулистих пляжах. Живиться безхребетними (молюсками, крабами і черв'яками).
Під час зимівель він збирається у зграї з іншими птахами.

## Розмноження
Гніздяться серед скель або на березі.
Зазвичай в кладці 2—3 яйця, рідко — до 5. Забарвлення яєць з маленькими коричневими ділянками на усій поверхні. Висиджування 25—32 дні. Пташенята покидають гніздо через 6 тижнів.